# Distretto di Wandsbek
Il distretto di Wandsbek (in tedesco Bezirk Wandsbek; IPA: [ˈvantsbeːk]) è il quinto distretto di Amburgo.

## Suddivisione
Il distretto di Wandsbek è diviso in 18 quartieri (Stadtteil):
- Bergstedt
- Bramfeld
- Duvenstedt
- Eilbek
- Farmsen-Berne
- Hummelsbüttel
- Jenfeld
- Lemsahl-Mellingstedt
- Marienthal
- Poppenbüttel
- Rahlstedt
- Sasel
- Steilshoop
- Tonndorf
- Volksdorf
- Wandsbek
- Wellingsbüttel
- Wohldorf-Ohlstedt